# Hermann Friedrich Bruhn
Hermann Friedrich Bruhn (* 8. Januar 1931 in Husum; † 1. Januar 1972 in Hamburg) war ein Hamburger Bauunternehmer.

## Leben
Bruhn begann seine berufliche Tätigkeit im Alter von 19 Jahren als Makler in einem mit geliehenem Geld gemieteten acht Quadratmeter großen Büro. Die Unternehmensgruppe Hermann Friedrich Bruhn wurde 1954 gegründet. Anfang der 1970er Jahre war er zum größten Investor in Hamburg avanciert. Über „100 Objekte mit einem Bauvolumen von jährlich 50 Millionen Mark und Mieteinnahmen von 23 Millionen Mark“ hatte er bis zu seinem Ableben realisiert, u. a. das Pöseldorf Center und das Einkaufszentrum Hamburger Straße.
Prominenz in der Hansestadt und darüber hinaus erlangte der „Baulöwe“ auch durch seine 200 Rennpferde und seine Teilnahme an internationalen Seerennen mit seiner Motoryacht. Der Hörfunkjournalist Gerd Ribatis widmete Bruhn im September 1965 eine Folge seiner bei der WEBH ausgestrahlten Reihe Das Porträt, welche in einem einstündigen Beitrag den Werdegang Bruhns im Nachkriegsdeutschland schilderte. Bruhn produzierte hernach eine Schallplatte von der Sendung, die nach seinem Tod abermals veröffentlicht wurde.
Nach seinem frühen Tod führt inzwischen der gleichnamige Sohn die Hermann Friedrich Bruhn GmbH + Co KG weiter.